# Жукове (Пензенська область)
Село розташоване в центрі Беківського району, за 4.5 км від адміністративного центру - села Волинщино . Відстань до центру селища Беково — 13 км, до обласного центру міста Пенза — 152 км.

## Історія
За дослідженнями історика-краєзнавця Полубоярова М. С. назва села пов'язана з прізвищем колишніх власників села Жукових. До 1939 року була панською частиною села Хованщино, що знаходиться в Сердобському повіті Саратовської губернії . Потім виділилася в самостійне поселення Жуково. У 1939 році передано до новоствореної Пензенської області. 1939 року, 1955 року — у складі Хованщинської сільради Беківського району Пензенської області  . 1968 року — у Волинщинській сільраді Беківського району  . До 1970 року зберігався панський будинок, у якому розміщувалася початкова школа  .

## Населення
У 2004 році - 23 господарства, 38 жителів  ; в 2007 році - 27 жителів  . Станом на 1 січня 2012 року населення села складає 20 осіб  .
| 1939 | 1959 | 1979 | 1989 | 1996 | 2004 | 2007 | 2010 |
| ---- | ---- | ---- | ---- | ---- | ---- | ---- | ---- |
| 480  | 273  | 125  | 69   | 49   | 38   | 27   | 20   |

## Інфраструктура
Село не газифіковане, відсутнє централізоване водопостачання. З селом Хованщино з'єднує ґрунтова дорога , до найближчої асфальтованої автодороги регіонального значення Тамбов - Пенза - Беково - 5 км.